# Sentiero delle trincee di Caval di Novezza
Il Sentiero delle Trincee di Novezza (o  di Caval di Novezza) è un percorso situato nel comune di Ferrara di Monte Baldo in provincia di Verona. Segue la linea di trincee della prima guerra mondiale realizzate con la funzione di contenere le truppe austro-ungariche nel caso in cui quest'ultime fossero riuscite a superare la prima difesa posta sul Monte Nago, a Nord del Monte Baldo.

## Storia
Il Monte Baldo vide un'importante trasformazione negli anni che precedettero lo scoppio della Prima Guerra Mondiale, un cambiamento tale che lo portò ad essere uno dei baluardi del sistema difensivo italiano. Reti di strade furono costruite dai genieri italiani, completate successivamente durante il conflitto. Strada Graziani, che da Novezza percorre la dorsale baldense fino all'Altissimo, si presenta come un perfetto esempio di prime installazioni infrastrutturali: la sua costruzione risale al 1915, anno in cui gli alpini del battaglione "Val d'Adige", avanzando verso Nord, giunsero ad occupare la parte settentrionale del Monte Baldo. La zona coinvolta dalle prime azioni di guerra è ben individuabile grazie alle impronte lasciate sul territorio dalle truppe stanziatesi: in area veronese resti di trinceramenti sono identificabili nella località di Saugolo (poco lontano dai fortini settecenteschi), in quella di Cavallo di Novezza e a Passo di Cerbiolo, dove trincee della guerra si sovrappongono e confondono con fortificazioni già esistenti del 1848. 
Le attività belliche causarono danni al pascolo estivo d'alta montagna, e furono quindi determinanti nel processo di deterioramento del territorio. Varie malghe furono occupate dai soldati, mentre alcuni boschi vennero tagliati, le trincee e fortificazioni furono costruite in prossimità di luoghi di pascolo, rendendo così impossibile l'alpeggio e generando evidenti danni economici.

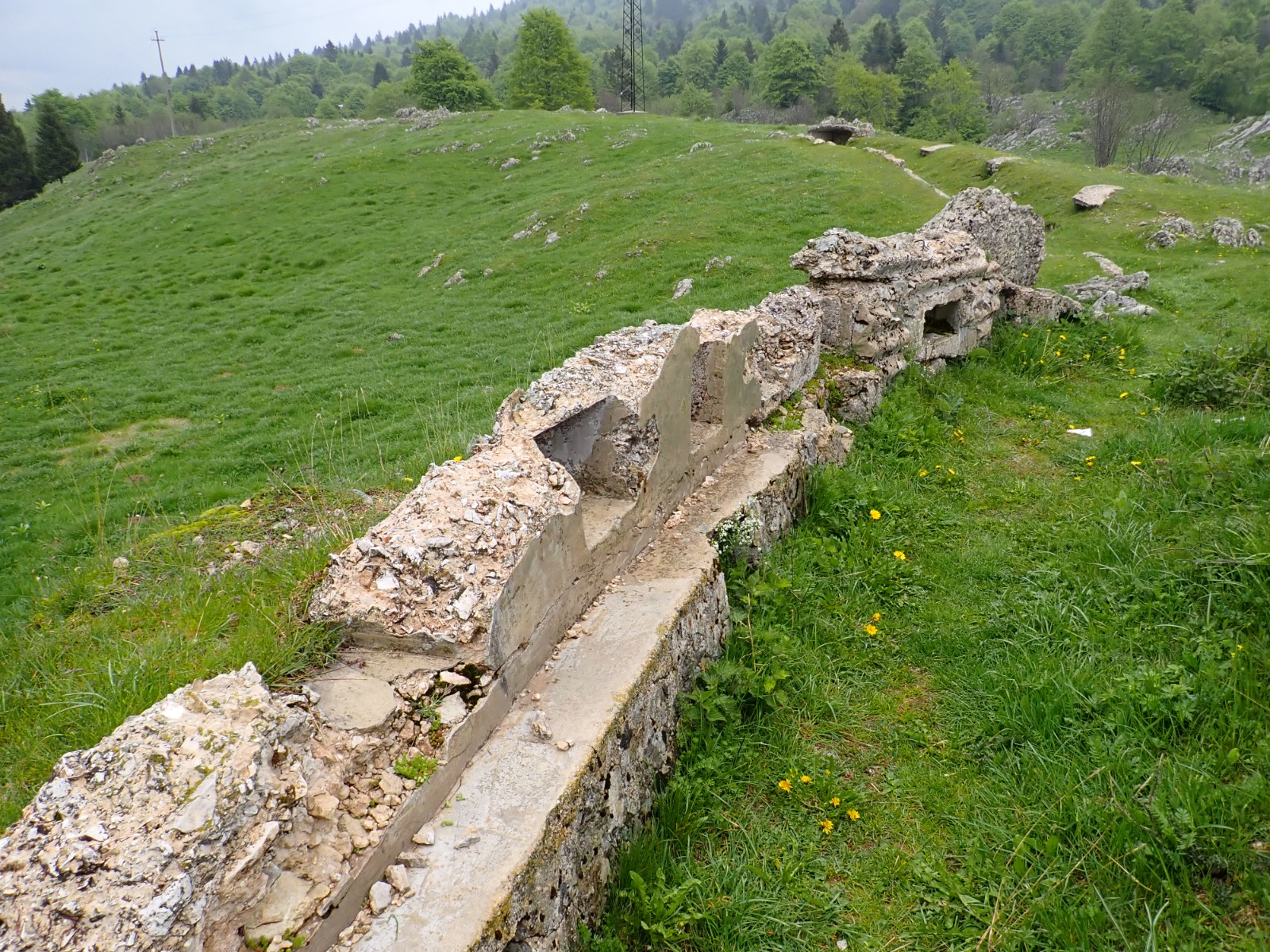
Trincee della Prima Guerra Mondiale

Nei documenti militari italiani del bimestre aprile-maggio 1917 si fa riferimento a Cavallo di Novezza parlando di una mitragliatrice Perino a difesa dei proiettori della postazione.

## Descrizione
Partendo da Novezza si arriva a Passo Cavallo (anche detto Cavallo di Novezza) percorrendo la strada Graziani. Il cammino continua attraverso Punta delle Redutte, Cima Paloni e Costa Matta e prosegue fino alla malga Gambòn.
Il sentiero è percorribile anche partendo dalla stalla di malga Novezzina, vicino all'orto botanico della località. Passando dirimpetto all'osservatorio astronomico si giunge a malga Gambòn. In seguito, proseguendo al di sopra di Fontana de la Teja (sito del Paleolitico Inferiore), si arriva a malga Prazagano e, poi, a malga Cerbiolo. Durante il cammino si possono individuare le trincee poste tra forte San Marco e l'area che da sullo strapiombo atesino. Al passo del Cerbiolo si trova il confine regionale tra Veneto e Trentino-Alto Adige, caratterizzato dalla presenza di un centinaio di cippi recanti le incisioni "Tirolo del sud", e sul lato opposto, "Lombardo veneto", datati al 1754. Continuando il percorso per la malga Acquenegre si giunge presso la strada Graziani, a passo Campione, sopra Cavallo di Novezza. Per ritornare al punto di partenza si segue la strada asfaltata. Ad est della strada si possono scorgere cima Paloni e Punta delle Redutte, mentre ad ovest è visibile il versante atesino del Monte Baldo.